# Jacques François Menou
Jacques François de Menou, barone di Boussay (Boussay, 3 settembre 1750 – Carpenedo di Mestre, 13 agosto 1810), è stato un generale francese che comandò, fra l'altro, il corpo di spedizione francese in Egitto dopo la partenza per la Francia di Napoleone Bonaparte e la morte del generale Jean-Baptiste Kléber, al quale era subentrato al comando.

## Biografia

Arma della famiglia de Menou

Proveniente da antica famiglia nobile iniziò giovanissimo la carriera militare. Allo scoppio della Rivoluzione francese nel 1789 era già maresciallo di campo. Allineatosi subito alla rivoluzione, fu eletto come rappresentante della nobiltà agli Stati generali nel baliaggio di Touraine in quello stesso anno e ne fu nominato segretario nel marzo 1790 e poi presidente a dicembre.
Divenne quindi membro del Comitato diplomatico, quindi fu impiegato come Maresciallo di campo, prima a Parigi e successivamente nell'armata dell'ovest. Nel 1793 combatté in Vandea, quindi come comandante dei reparti di Parigi, costrinse il faubourg Saint-Antoine a capitolare nella rivolta del 1° prairial dell'anno III. Divenuto comandante in capo dell'armata dell'interno, fu sottoposto a giudizio per tradimento ma assolto nel 1795.
Nel 1798 partì per la campagna d'Egitto al comando di una delle cinque divisioni e dimostrò un certo valore. Si distinse particolarmente nell'assalto alla città di Alessandria, disposto da Napoleone subito dopo lo sbarco delle truppe francesi sulla spiaggia di Marabut, conquistando il forte triangolare della città e rimanendo ferito. Nel corso della campagna si fece musulmano e sposò una ricca ereditiera (con la conversione Menou assunse il nome di 'Abd Allah'). Dopo l'assassinio del generale Kléber, il sostituto di Napoleone, avvenuto il 14 luglio 1800 ad opera di uno studente siriano, Menou assunse il comando dell'armata d'Oriente, come era stato chiamato il corpo di spedizione francese in Egitto. Secondo il generale Colbert era vanitoso, incapace, presuntuoso e si spinse fino a fare arrestare due generali che lo avevano criticato, Reynier et Damas. Nella primavera dell'anno successivo, avendo appreso che un corpo d'armata di 20 000 britannici sarebbe sbarcato ad Abukir, si apprestò ad affrontarli ma inspiegabilmente disperse le sue forze, numericamente superiori al nemico, lungo un fronte troppo esteso e il 21 marzo 1801 i britannici sbarcarono e riuscirono a superare lo sbarramento trincerato francese nella battaglia di Alessandria. Il generale Menou si ritirò quindi in Alessandria ove, in cambio dell'impegno al rimpatrio tramite la stessa flotta inglese, firmò la capitolazione il 1º agosto dello stesso anno.
Rientrato in patria, fu nominato amministratore del Piemonte nel 1802, governatore della Toscana nel 1805 ed infine governatore di Venezia. Fu membro della Massoneria, nella quale entrò giovanissimo (nel 1777 figura come membro della Loggia Les cœurs unis di Loches). Richiamato in Francia il 23 luglio 1810, morì a Carpenedo, a nord di Mestre, presso l'attuale villa Algarotti-Berchet.
Il suo nome è scritto sull'Arco di Trionfo di Parigi al Pilastro Sud, colonna 24.

## Matrimonio e discendenza
Jacques François, fattosi musulmano, sposò Zobeïda El Bahouad, figlia dello shaykh Ahmar al-Rashidi, dalla quale ebbe un figlio:
- Jacques Mourad Soliman, nato nel 1800 a Rosetta.